# ميغيل كارديناس (لاعب كرة قدم)
ميغيل كارديناس (بالإسبانية: Miguel Ángel Cárdenas)‏ هو لاعب كرة قدم ومدرب كرة قدم باراغواياني وتشيلي في مركز حراسة المرمى، ولد في 9 سبتمبر 1978 في Altos, Paraguay ‏ في باراغواي. لعب مع سانتياغو مورنينغ ‏.

## وصلات خارجية
- ميغيل كارديناس (لاعب كرة قدم) على موقع قاعدة بيانات كرة القدم.إي يو (الإنجليزية)
- ميغيل كارديناس (لاعب كرة قدم) على موقع Soccerway.com (الإنجليزية)